# 베키아노
베키아노(Vecchiano)는 이탈리아 토스카나주의 피사도에 위치한 코무네 (지방자치단체)이다. 피렌체에서 서쪽 약 70 킬로미터 (43 mi) 피사에서 쪽 약 8 킬로미터 (5 mi) 거리에 있다. 가에타니 또는 란프랑키라고 하는 성 한 채가 존재다.
루카, 마사로사, 산줄리아노테르메, 비아레조 등과 경계를 이루고 있다.